# ژاپن در المپیک تابستانی ۱۹۸۸
ژاپن در بازی‌های المپیک تابستانی ۱۹۸۸ که در شهر سئول کره جنوبی برگزار شد، کاروان ژاپن با ۲۵۵ ورزشکار در این رقابت‌ها شرکت کرد و موفق به کسب ۱۴ مدال (۴ طلا، ۳ نقره، ۷ برنز) شد. در جدول رتبه‌بندی توزیع مدال‌ها، ژاپن در ردهٔ ۱۴ مسابقات قرار گرفت.